# (3219) Komaki
(3219) Komaki es un asteroide perteneciente al cinturón de asteroides, descubierto el 4 de febrero de 1934 por Karl Wilhelm Reinmuth desde el Observatorio de Heidelberg-Königstuhl, Alemania.

## Designación y nombre
Designado provisionalmente como 1934 CX. Fue nombrado Komaki en honor al astrónomo japonés Kojiro Komaki.